# Vergelijking van Antoine
De vergelijking van Antoine (Louis Charles Antoine, Frans ingenieur, 1825-1897) beschrijft bij benadering het verloop van de dampdruk van een vloeistof in functie van de temperatuur. Ze is in de eerste plaats bedoeld voor vluchtige stoffen, en wordt veel gebruikt bij het berekenen van vloeistof-damp-evenwichten in bv. destillatie.

## De vergelijking
De vergelijking heeft de vorm:
{\displaystyle \log P=A-{\frac {B}{T+C}}}
met:
{\displaystyle P} de dampdruk
{\displaystyle T} de temperatuur
{\displaystyle A,\,B} en {\displaystyle C} de drie "Antoine-coëfficiënten", die verschillen van stof tot stof.
De omgekeerde formule,
{\displaystyle T={\frac {B}{A-\log P}}-C}
geeft de temperatuur als functie van de dampdruk.
De Antoine-coëfficiënten zijn voor zeer veel stoffen bepaald en gepubliceerd, onder meer in het NIST Chemistry WebBook van het Amerikaanse National Institute of Standards and Technology. Voor eenzelfde stof vindt men soms verschillende coëfficiënten terug; de numerieke waarde van de coëfficiënten hangt immers af van het geldigheidsinterval en ook van de gebruikte eenheden voor {\displaystyle P} en {\displaystyle T} en van de gebruikte logaritme (tiendelig of natuurlijk).

## Geldigheidsinterval

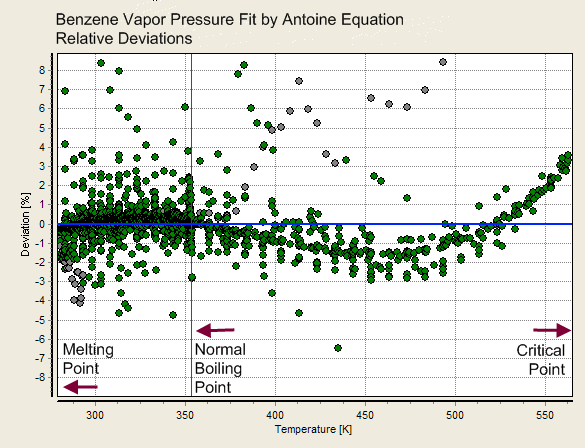
Afwijking van gemeten dampdruk t.o.v. de berekende voor benzeen

Belangrijk is dat de waarden van {\displaystyle A,\,B} en {\displaystyle C} slechts geldig zijn in een bepaald temperatuursinterval, en dat de vergelijking dus niet toegepast mag worden buiten dit interval. De waarden berekend met de vergelijking van Antoine wijken ten hoogste enkele procenten af van de werkelijke waarde. Om de nauwkeurigheid te vergroten geeft men soms voor eenzelfde stof verschillende sets van Antoine coëfficiënten voor verschillende temperatuursintervallen; meestal een set voor temperaturen lager dan het atmosferische kookpunt van de stof en een andere set voor temperaturen tussen het kookpunt en het kritisch punt. Voor water en ethanol bijvoorbeeld zijn die sets ({\displaystyle T} in °C en {\displaystyle P} in mm Hg):
|         | {\displaystyle A} | {\displaystyle B} | {\displaystyle C} | {\displaystyle T} min. °C | {\displaystyle T} max °C |
| ------- | ----------------- | ----------------- | ----------------- | ------------------------- | ------------------------ |
| Water   | 8,07131           | 1730,63           | 233,426           | −01                       | 100                      |
| Water   | 8,14019           | 1810,94           | 244,485           | −99                       | 374                      |
| Ethanol | 8,20417           | 1642,89           | 230,300           | −57                       | 080                      |
| Ethanol | 7,68117           | 1332,04           | 199,200           | −77                       | 243                      |
De figuur toont de relatieve afwijking van gemeten waarden van de dampdruk van benzeen ten opzichte van de berekende waarde volgens de vergelijking van Antoine. De overeenkomst is goed voor een temperatuurinterval van ongeveer 50°C rond het kookpunt (1% of minder afwijking); nabij het kritisch punt wordt de afwijking groter.

## Oorspronkelijke vorm
De vergelijking is vernoemd naar de Franse onderzoeker Ch. Antoine, die in 1888 een mededeling publiceerde in de "Comptes Rendus hebdomadaires des séances de l'Académie des sciences" met als titel Tensions des vapeurs: nouvelle relation entre les tensions et les températures. (Comptes Rendus vol. 107, blz. 681 (1888)). Hij gaf de formule onder de vorm:
{\displaystyle \log P=A\cdot \left(D-{\frac {1000}{T+C}}\right)}
(De temperatuur {\displaystyle T} in °C en de druk {\displaystyle P} in mm Hg). In ditzelfde volume, op blz. 778 en 836, gaf Antoine enkele door hemzelf bepaalde sets van coëfficiënten op, waaronder:
|            | {\displaystyle A} | {\displaystyle D} | {\displaystyle C} |
| ---------- | ----------------- | ----------------- | ----------------- |
| chloroform | 1,1220            | 6,1497            | 219               |
| alcohol    | 1,4533            | 5,4159            | 213               |
| aceton     | 1,1440            | 6,1369            | 220               |
Als voorbeeld: voor deze laatste bekomen we als een schatting van de dampdruk bij 20 °C volgens de voorgaande formule:
{\displaystyle \log P=1{,}144\cdot \left(6{,}1369-{\frac {1000}{240}}\right)\approx 2{,}2539}
en dus P = 179,45 mm Hg, of omgerekend 23,92 kPa hetgeen goed overeenkomt met de gepubliceerde waarde van 24 kPa voor aceton.

## Aanpassingen aan de vergelijking van Antoine
Om de beperkingen van de vergelijking van Antoine te vermijden zijn er uitbreidingen met extra coëfficiënten en extra termen voorgesteld, waarmee een goede benadering van de dampdruk tussen het tripelpunt en het kritisch punt mogelijk wordt:
- {\displaystyle \ln P=A+{\frac {B}{C+T}}+D\cdot T+E\cdot T^{2}+F\cdot \ln(T)}

- {\displaystyle \ln P=A+{\frac {B}{C+T}}+D\cdot \ln(T)+E\cdot T^{F}}

In deze uitgebreide vergelijkingen gebruikt men natuurlijke logaritmen. Door de bijkomende coëfficiënten {\displaystyle D,\,E,\,F} gelijk aan nul te stellen herleiden ze zich tot de gewone vergelijking van Antoine.